# Vorges
Vorges est une commune française située dans le département de l'Aisne, en région Hauts-de-France.
Détruite à 95 % lors de la Première Guerre mondiale, elle est aujourd'hui associée à la ville de Vincennes (Val-de-Marne) qui est sa marraine de guerre et a aidé à la reconstruire.

## Géographie

### Description
1. Carte dynamique
2. Carte OpenStreetMap
3. Carte topographique
4. Carte avec les communes environnantes

Vorges est située dans le bassin versant de l'Ailette, au pied du plateau calcaire qui sépare Laon de Soissons, la commune compte de nombreuses sources, notamment dans le vallon Saint Pierre qui sert de collecteur à un ruisseau qui rejoint celui du val de Chérêt en aval de Bruyères-et-Montbérault avant de rejoindre la rivière Ardon à Laon.

### Hydrographie
La commune est située dans le bassin Seine-Normandie. Elle est drainée par le canal 02 de la commune de Laon, le cours d'eau 01 de la Vallée Saint-Pierre, le cours d'eau 02 de la commune de Presles-et-Thierny et divers bras du Polton,,.

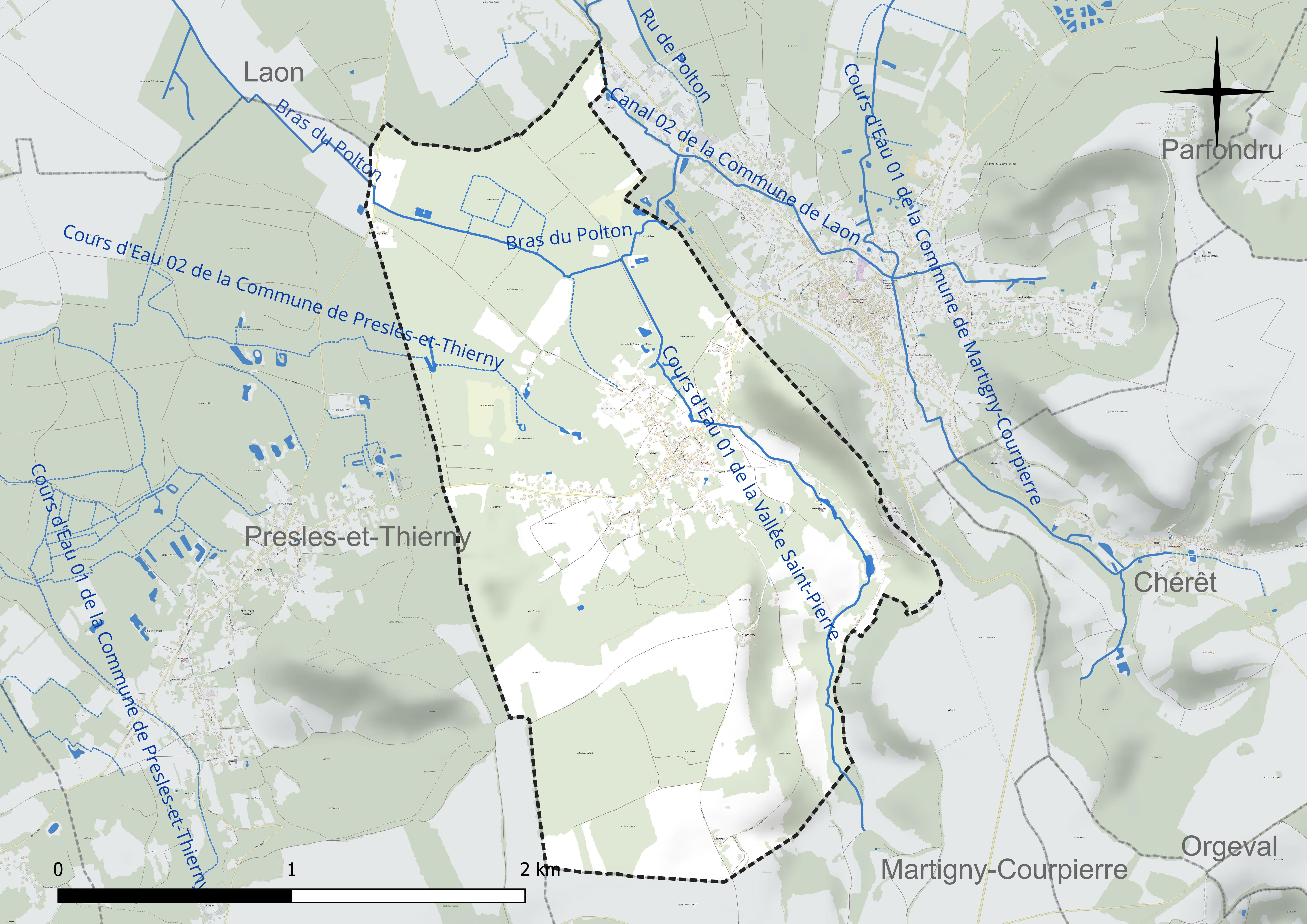
Réseau hydrographique de Vorges.

### Climat
Pour des articles plus généraux, voir Climat des Hauts-de-France et Climat de l'Aisne.
En 2010, le climat de la commune est de type climat océanique dégradé des plaines du Centre et du Nord, selon une étude du CNRS s'appuyant sur une série de données couvrant la période 1971-2000. En 2020, Météo-France publie une typologie des climats de la France métropolitaine dans laquelle la commune est exposée à un climat océanique altéré et est dans la région climatique Nord-est du bassin Parisien, caractérisée par un ensoleillement médiocre, une pluviométrie moyenne régulièrement répartie au cours de l'année et un hiver froid (3 °C).
Pour la période 1971-2000, la température annuelle moyenne est de 10,2 °C, avec une amplitude thermique annuelle de 15,7 °C. Le cumul annuel moyen de précipitations est de 762 mm, avec 12,3 jours de précipitations en janvier et 8,2 jours en juillet. Pour la période 1991-2020, la température moyenne annuelle observée sur la station météorologique la plus proche, située sur la commune de Martigny-Courpierre à 4 km à vol d'oiseau, est de 10,7 °C et le cumul annuel moyen de précipitations est de 734,4 mm,. Pour l'avenir, les paramètres climatiques de la commune estimés pour 2050 selon différents scénarios d'émission de gaz à effet de serre sont consultables sur un site dédié publié par Météo-France en novembre 2022.

## Urbanisme

### Typologie
Au 1er janvier 2024, Vorges est catégorisée commune rurale à habitat dispersé, selon la nouvelle grille communale de densité à 7 niveaux définie par l'Insee en 2022.
Elle est située hors unité urbaine. Par ailleurs la commune fait partie de l'aire d'attraction de Laon, dont elle est une commune de la couronne,. Cette aire, qui regroupe 106 communes, est catégorisée dans les aires de 50 000 à moins de 200 000 habitants,.

### Occupation des sols
L'occupation des sols de la commune, telle qu'elle ressort de la base de données européenne d'occupation biophysique des sols Corine Land Cover (CLC), est marquée par l'importance des forêts et milieux semi-naturels (56,4 % en 2018), une proportion identique à celle de 1990 (56,4 %). La répartition détaillée en 2018 est la suivante : 
forêts (56,4 %), terres arables (22,9 %), zones agricoles hétérogènes (10,9 %), zones urbanisées (9,8 %).
L'évolution de l'occupation des sols de la commune et de ses infrastructures peut être observée sur les différentes représentations cartographiques du territoire : la carte de Cassini (XVIIIe siècle), la carte d'état-major (1820-1866) et les cartes ou photos aériennes de l'IGN pour la période actuelle (1950 à aujourd'hui).

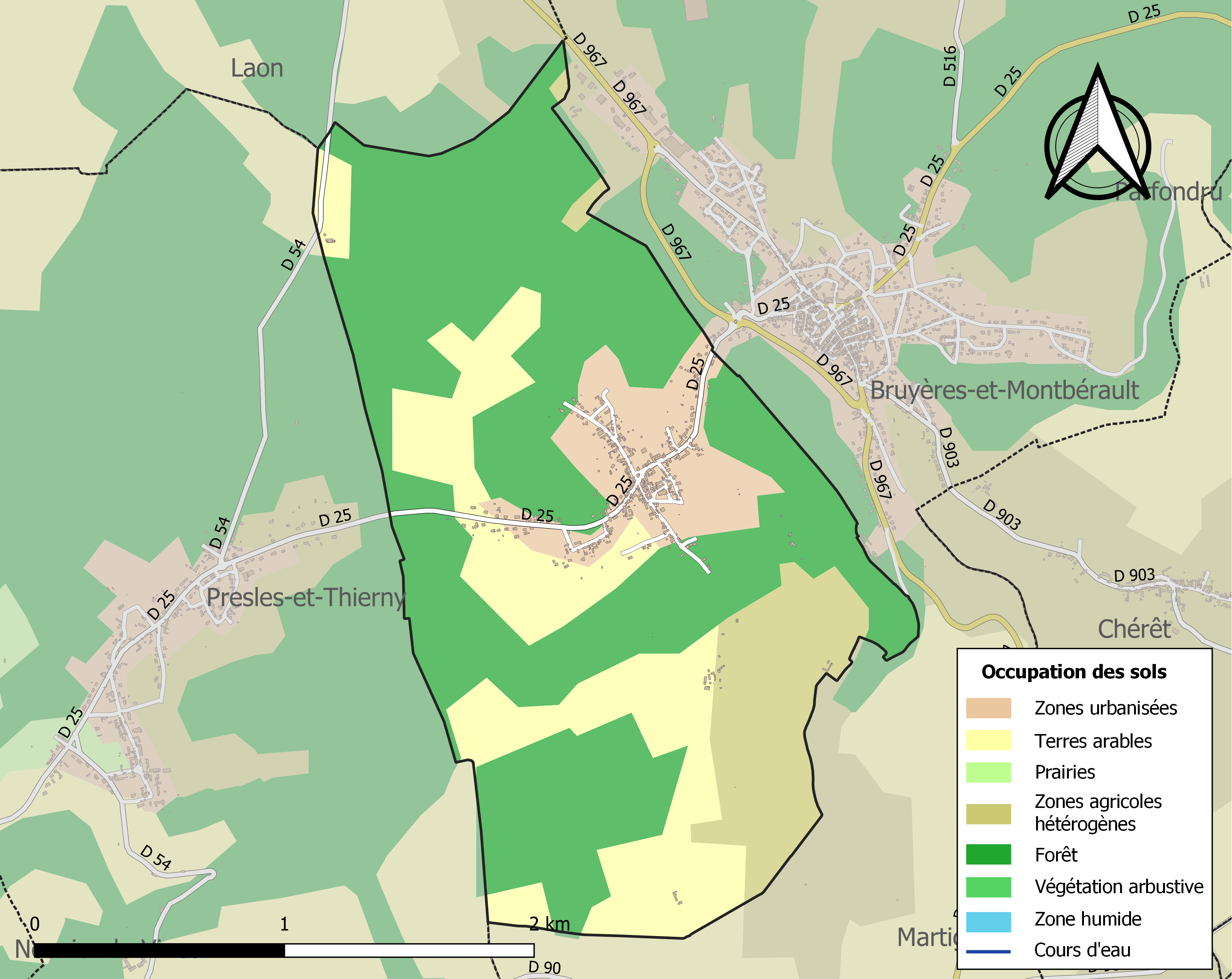
Carte de l'occupation des sols de la commune en 2018 (CLC).

## Toponymie
Le nom de la localité est attesté sous les formes Vorgia (1186) ; Worges (1213) ; Beatus-Johannes-de-Vorgiis (1230) ; Voirges (XIIIe siècle) ; Vorgie (1260) ; Vorge (1678).
Vorges signifierait lieu où abondent les vorzes, des Saules marsault.

## Histoire

### Période médiévale
Une importante nécropole mérovingienne a pu être mise en évidence, au lieu-dit Mont Pigeon, lors de deux fouilles distinctes, l'une en 1883, qui permit la mise au jour de 92 sépultures, l'autre en 1973, avec 51 sépultures supplémentaires. Des stèles sculptées furent retrouvées, dont certaines épigraphiques, ainsi que plusieurs sarcophages. L'étude du mobilier a permis de dater cette nécropole des VIe – VIIe siècles de notre ère.
Vorges est mentionnée dans les poèmes d'Adalbéron de Laon au Xe siècle Dans sa chanson contre Landry de Nevers, ou Rythmus satiricus, on comprend que Vorges était une villa qui servait de résidence rurale aux évêques de Laon.
Au XIIe siècle, la paroisse de Vorges s'émancipe de la tutelle des évêques avec le soutien du roi de France Louis VI. Avec les villages voisins ; les paroisses de Bruyères, Chérêt, et Valbon, les Vorgiens obtiennent une charte communale le 20 avril 1129, en présence du roi de passage à Laon, qui l'impose à l'évêque Barthélemy de Joux. Cette charte est confirmée en 1186 par Philippe II dit Philippe-Auguste.
Dès lors, les habitants de Vorges doivent contribuer à la défense commune, c'est-à-dire l'entretien des remparts de Bruyères seuls capables d'assurer le refuge pour l'ensemble des habitants et leurs biens. Pourtant vers 1360, Vorges obtient l'autorisation de se défendre en fortifiant son église, notamment son clocher qui prend alors le profil qu'on peut encore observer aujourd'hui. Les habitants commencent aussi l'aménagement d'une enceinte fortifiée, ayant ses fossés, ses portes, ses barrières et son donjon. En 1368, le roi Charles V fait démanteler ce dispositif par le  bailli de Vermandois, après un procès des maieurs et jurés de la ville de Bruyères contre les habitants de Vorges.

### Période contemporaine
Vorges est un ancien village viticole: en 1807 c'est encore l'activité principale avec 56 hectares plantés en vignes.
Pendant la Première Guerre mondiale, le village est situé en zone d'occupation allemande, il est fortement endommagé par les bombardements lors de l'offensive du Chemin des Dames en 1917. Lors du retrait des troupes allemandes en 1918, les occupants volent les cloches de l'église qui dataient de 1518 pour les fondre et servir à l'industrie de l'armement. Après la guerre le village bénéficie pour sa reconstruction du parrainage de la ville de Vincennes.

## Politique et administration

### Découpage territorial
La commune de Vorges est membre de la communauté d'agglomération du Pays de Laon, un établissement public de coopération intercommunale (EPCI) à fiscalité propre créé le 1er janvier 2014 dont le siège est à Aulnois-sous-Laon. Ce dernier est par ailleurs membre d'autres groupements intercommunaux.
Sur le plan administratif, elle est rattachée à l'arrondissement de Laon, au département de l'Aisne et à la région Hauts-de-France. Sur le plan électoral, elle dépend du  canton de Laon-2 pour l'élection des conseillers départementaux, depuis le redécoupage cantonal de 2014 entré en vigueur en 2015, et de la première circonscription de l'Aisne  pour les élections législatives, depuis le dernier découpage électoral de 2010.

### Administration municipale
| Période                                  | Période                         | Identité        | Étiquette | Qualité  |
| ---------------------------------------- | ------------------------------- | --------------- | --------- | -------- |
| avant 1875                               | après 1876                      | Pierdron        |           |          |
| Les données manquantes sont à compléter. |                                 |                 |           |          |
| mars 2001                                | mai 2020                        | Christian Noel  | DVG       | Retraité |
| mai 2020                                 | En cours (au 20 septembre 2020) | Philippe Maquin |           |          |

## Démographie
L'évolution du nombre d'habitants est connue à travers les recensements de la population effectués dans la commune depuis 1793. Pour les communes de moins de 10 000 habitants, une enquête de recensement portant sur toute la population est réalisée tous les cinq ans, les populations de référence des années intermédiaires étant quant à elles estimées par interpolation ou extrapolation. Pour la commune, le premier recensement exhaustif entrant dans le cadre du nouveau dispositif a été réalisé en 2004.

En 2022, la commune comptait 383 habitants, en évolution de +4,08 % par rapport à 2016 (Aisne : −1,97 %, France hors Mayotte : +2,11 %).
| 1793 | 1800 | 1806 | 1821 | 1831 | 1836 | 1841 | 1846 | 1851 |
| ---- | ---- | ---- | ---- | ---- | ---- | ---- | ---- | ---- |
| 440  | 425  | 466  | 490  | 504  | 525  | 540  | 504  | 406  |

| 1856 | 1861 | 1866 | 1872 | 1876 | 1881 | 1886 | 1891 | 1896 |
| ---- | ---- | ---- | ---- | ---- | ---- | ---- | ---- | ---- |
| 436  | 451  | 418  | 415  | 400  | 390  | 381  | 390  | 334  |

| 1901 | 1906 | 1911 | 1921 | 1926 | 1931 | 1936 | 1946 | 1954 |
| ---- | ---- | ---- | ---- | ---- | ---- | ---- | ---- | ---- |
| 316  | 343  | 366  | 261  | 353  | 287  | 321  | 363  | 364  |

| 1962 | 1968 | 1975 | 1982 | 1990 | 1999 | 2004 | 2006 | 2009 |
| ---- | ---- | ---- | ---- | ---- | ---- | ---- | ---- | ---- |
| 414  | 355  | 343  | 353  | 388  | 377  | 378  | 378  | 379  |

| 2014 | 2019 | 2022 | - | - | - | - | - | - |
| ---- | ---- | ---- | - | - | - | - | - | - |
| 374  | 375  | 383  | - | - | - | - | - | - |

## Culture locale et patrimoine

### Lieux et monuments
L'église Saint-Jean-Baptiste est classée : nef du XIIe siècle, tour carrée de la croisée du XIIIe siècle, traces de fortifications sur les murs du transept et sur le clocher datant du XVe siècle. La rosace a été influencée par celle de la cathédrale Notre-Dame de Laon.
En 1883 et en 1972, des fouilles archéologiques ont permis la découverte d'une nécropole mérovingienne. Des sarcophages et des stèles ainsi découverts sont exposés à l'église. Les autres artefacts mis au jour sont des bijoux composées de perles et des fibules cloisonnées. Ils ont été déposés et sont exposés au Musée archéologique de Laon. On peut également découvrir des reproductions des stèles mérovingiennes de Vorges en visitant le musée des Temps barbares à Marle.
Village inscrit : vendangeoirs du XVIIe et du XVIIIe siècle, maisons de maître du XIXe siècle dont le château de Valbon construit en 1876 par Arsène Houssaye. Lavoirs et fontaines.

### Personnalités liées à la commune
- Édouard Fleury (1815-1883) : historien, écrivain.
- Champfleury (1821-1889) : journaliste, écrivain.
- Gaston Ganault (1831-1894) : avocat, député.
- Ernest Ganault (1868-1936) : médecin, député.
- Hector de Pétigny (peintre) (1904-1992) : artiste-peintre.
- Charles Wolf (1827-1918) : astronome.

### Héraldique
| Blason de Vorges | Blason  | De gueules au clocher du lieu mouvant d'une muraille crénelée, le tout d'argent, maçonné de sable et ajouré du champ ; au chef parti au 1er d'azur semé de fleurs de lys d'or, au 2e d'or à la grappe de raisin d'azur feuillée de deux pièces de sinople. Ornements extérieursCroix de guerre 1914-1918                                                                                                |
| Blason de Vorges | Détails | Montre le clocher de l'église locale, consacrée à saint Jean-Baptiste, édifiée à la charnière des XIIe et XIIIe siècles et remaniée au XIVe siècle par des éléments de fortification (créneaux du mur du transept). Le chef rappelle que le village appartient à la province d'Île-de-France mais aussi que sa principale activité économique fut longtemps la viticulture. Adopté par la municipalité. |